# Сенкевич Максим Олегович
Макси́м Оле́гович Сенке́вич (20 лютого 1989, Лиса Гора, Первомайський район, Миколаївська область — 10 листопада 2014, Березове, Мар'їнський район, Донецька область) — старший лейтенант 28-ї окремої механізованої бригади Збройних сил України, загинув в ході російсько-української війни. Лицар ордена Богдана Хмельницького ІІІ ступеня (4.6.2015, посмертно).

## Короткий життєпис
Народився 20 лютого 1989 року в селі Лиса Гора Первомайського району Миколаївської області.
У 1995 році вступив до 1-го класу Лисогірської восьмирічної школи № 2, з 1996 по 2000 рр. — навчався в Лисогірській школі-інтернат № 5.
З 5-го по 8-й клас навчався у загальноосвітній школі в селі Опільсько Сокальського району на Львівщині. У 2005 році сім'я переїхала до села Чаусове-2 Первомайського району, де провчився один рік, середню школу закінчив у селі Чаусове-1. У 2007—2012 рр. — навчання в Інституті історії та права Миколаївського національного університету імені В. О. Сухомлинського.
З 22 лютого 2012 по 20 травня 2014 року працював молодшим інспектором II-ї категорії відділу режиму та охорони Миколаївського слідчого ізолятора у званні молодшого сержанта внутрішньої служби.
У виші закінчив кафедру військової підготовки, де отримав звання молодшого лейтенанта. З початком бойових дій на сході добровільно прибув до Очаківського військкомату. У зоні АТО виконував свій військовий обов'язок на посадах командира взводу, в. о. командира роти у складі 28-ї окремої механізованої бригади.
10 листопада 2014 р. загинув у бою біля села Березове Мар'їнського району Донецької області. У 150 метрах від опорного пункту бригади була виявлена російська диверсійно-розвідувальна група — один з бойовиків підірвався на мінній «розтяжці». Мотострільці вийшли на перехоплення, в цей час терористам підійшло підкріплення — не менше 50 чоловік з мінометами та гранатометами. У ближньому бою противник був розбитий, його втрати склали не менше 10 осіб. Старший лейтенант Максим Сенкевич загинув під час запеклого бою Тоді ж полягли солдати Віктор Бошняк та Віталій Токар. Ще троє бійців отримали поранення.
У Максима залишились мати, сестра, дружина та донька. Похований в селі Чаусове-2 Первомайського району на Миколаївщині.

## Нагороди та вшанування
- Указом Президента України № 311/2015 від 4 червня 2015 року, «за особисту мужність і високий професіоналізм, виявлені у захисті державного суверенітету та територіальної цілісності України, вірність військовій присязі», нагороджений орденом Богдана Хмельницького III ступеня (посмертно)[3].
- 13 жовтня 2015 року у Миколаївському національному університеті імені В. О. Сухомлинського відкрито меморіальну дошку випускникам кафедри військової підготовки Олександру Закерничному, Сергію Іванцову, Максиму Сенкевичу й Євгену Трохимчуку[4].
- На честь Максима у Чаусівському НВК № 1 Первомайської районної ради (вул. Молодіжна, 12) та середній школі с. Чаусове-1, де з 2005 по 2007 навчався загиблий герой, встановлено меморіальні дошки[5].